# LG webOS
Pour l’article homonyme, voir WebOS, application web imitant un bureau de système d'exploitation.
LG webOS est un système d'exploitation mobile propriétaire fonctionnant grâce à un noyau Linux. D'abord appelé « Palm webOS », il a été renommé HP webOS le 19 octobre 2010 à la suite du rachat intervenu quelques mois auparavant de Palm par HP. Ce système d'exploitation a donc d'abord été conçu pour les téléphones mobiles, de type smartphone, fabriqués par Palm. Il a été racheté le 25 février 2013 par le constructeur coréen LG qui l'intègre à ses téléviseurs connectés.
Au moment du rachat de Palm, HP avait annoncé que webOS équiperait ses tablettes, ses futures imprimantes et ses smartphones.
Le Palm Pre est le premier appareil électronique lancé avec webOS. Système d'exploitation et téléphone ont d'ailleurs été présentés au public lors du même événement, au Consumer Electronics Show (CES) le 8 janvier 2009. Le Palm Pre et webOS sont sortis le 6 juin 2009 chez l'opérateur américain Sprint. À la suite du Pre, Palm a lancé le Pixi, le 15 novembre 2009, puis, lors du CES de 2010, le constructeur californien a annoncé le lancement des mises à jour de ces deux premiers smartphones : le Pre plus et le Pixi plus. Plus récemment, le 19 octobre 2010, Palm et HP ont annoncé la mise en vente du Pre 2, premier smartphone fonctionnant avec webOS 2.0.
Orienté tâches plutôt qu'applications, le système d'exploitation prévoit que la gestion des tâches se fasse par l'interface graphique « Luna », représentant les tâches comme des cartes que l'on peut déplacer ou que l'on peut regrouper depuis webOS 2.0. De plus, « Synergy » permet de mettre en rapport tous les comptes de messagerie (courrier électronique, SMS), les comptes de réseau social (Facebook, etc.) avec un agenda. Les fonctionnalités en ligne significatives de webOS sont l'intégration de réseautage social et du Web 2.0.
Le 18 aout 2011, HP a annoncé qu'il allait cesser la production de tous les appareils webOS,. Le constructeur annonce fin 2011 la prochaine libération du projet webOS et sa distribution en logiciel libre,.

## Fonctionnalités
webOS possède une interface utilisateur graphique conçue pour être utilisée sur des appareils électroniques avec des écrans tactiles. Il fournit une suite d'applications de type gestionnaire d'informations personnelles (PIM). Le développement d'applications sous webOS est réalisé grâce à un certain nombre de technologies Web à standards ouverts tel que HTML 5, JavaScript, XHTML, CSS et JSON,. Palm prétend que la conception d'applications webOS autour de ces technologies existantes était destinée à éviter aux développeurs l'apprentissage d'un nouveau langage de programmation,.
Mais depuis le CES du 7 janvier 2010, Palm a annoncé le Palm webOS Plugin Development Kit. Il s'agit de l'ajout d'une nouvelle partie à la plateforme de développement Palm webOS. Le webOS Plug-in Development Kit (PDK) permet aux développeurs d'améliorer ou étendre leurs applications webOS en écrivant des greffons (plug-ins) en C ou C++. Le webOS PDK permet aux développeurs de tirer parti du code existant en C/C++ (dont ceux utilisant OpenGL ES 1.1 ou 2.0) et permet de nouvelles capacités - y compris les graphiques 3D de hautes performances. Les principales technologies utilisées par le PDK sont : le compilateur GCC pour compiler le code C/C++ vers du code binaire natif pour processeurs ARM, SDL (Simple DirectMedia Layer) qui est bibliothèque multimédia multiplate-formes. Une version publique du PDK est planifiée, elle sera disponible pour tous les développeurs webOS en mars, suivie par une version officielle pendant le premier semestre 2010.
Bien que le PDK officiel de Palm ne sera pas disponible avant mars 2010, une version non officielle est disponible sur le site webOS Internals
Le jeu Need for Speed en 3D pour Palm webOS a été développé avec le Palm webOS SDK.

## Plateforme
Palm publie un kit de développement pour webOS appelé Mojo, qui est sorti le 20 juillet 2009. Le mode développeur (Developer mode) est accessible à partir de l'écran du lanceur du Pre en tapant la phrase "upupdowndownleftrightleftrightbastart" (bien connu sous le nom code Konami) ou "webos20090606" sur webOS 1.1+ (la date de sortie du Palm Pré aux États-Unis). webOS a un catalogue d'applications intégré, et des API pour étendre les fonctions JavaScript standard afin d'accéder à des fonctions matérielles de l'appareil. Bien que plusieurs des applications pré-installées sur webOS sont basées sur les applications PIM originales disponible sur Palm OS, webOS est une plate-forme totalement nouvelle utilisant Linux. Étant donné que webOS inclut des logiciels sous licence GPL, Palm et HP fournissent les patchs des modifications qu'ils ont apportées à ces logiciels sur leur site http://opensource.palm.com/.
Le navigateur Web utilise le moteur de rendu WebKit. Il supporte les flux vidéo aux formats RTSP, H.263 et H.264. Le 16 février 2009, Adobe annonça qu'il développera un Flash Player pour webOS.
Palm a chargé la société « MotionApps »(Archive.org • Wikiwix • Archive.is • Google • Que faire ?) (consulté le 12 avril 2013) du développement d'un émulateur Palm OS, appelé « Classic »(Archive.org • Wikiwix • Archive.is • Google • Que faire ?) (consulté le 12 avril 2013), pour webOS.

## Applications intégrées dans LG webOS
Liste des applications intégrées dans LG webOS 2.1.0: 
- Aide (v2.1.0)
- App Catalog (v2.0.20900)
- Appareil photo (v2.1.0)
- Assistance textuelle (v2.1.0)
- Bluetooth (v2.1.0)
- Boîte à outils SIM (v2.1.0)
- Calculatrice (v2.1.0)
- Calendrier (v2.1.0)
- Comptes (v2.1.0)
- Contacts (v2.1.0)
- Date et heure (v2.1.0)
- Didacticiel de gestes (v2.1.0)
- Email (v2.1.0)
- Exposition (v2.1.0)
- Google Maps (v2.1.0)
- Infos appareil (v2.1.0)
- Messagerie (v2.1.0)
- Mise à jour du système (v2.1.0)
- Musique (v2.1.0)
- Notes (v2.1.0)
- Numérotation vocale (v.2.1.0)
- Paramètres régionaux (v2.1.0)
- Photos (v2.1.0)
- Réveil (v2.1.0)
- Sauvegarde (v2.1.0)
- Services de positionnement (v2.1.0)
- Sons et notifications (v2.1.0)
- Tâches (v2.1.0)
- Téléphone (v2.1.0)
- Vidéos (v2.1.0)
- VPN (v2.1.0)
- Web (v2.1.0)
- Wi-fi (v2.1.0)
- Youtube (v2.1.0)
- Écran et verrouillage (v2.1.0)

### Visionneuse PDF
Cette application permet de lire les fichiers PDF. Elle est basée sur le moteur de MuPDF développé par la société Artifex Software. La société Palm est poursuivie par Artifex le 9 décembre 2009 pour violation de la licence publique générale GNU.

### Messagerie
L'application permet d'envoyer des SMS et MMS. Elle permet aussi d'utiliser la messagerie instantanée en utilisant les services de Google Talk, AOL Instant Messenger(AIM) ou Yahoo! Messenger depuis la mise à jour vers HP webOS 2.0. L'application Facebook devrait lors de la prochaine mise à jour devenir compatible avec synergy messaging, permettant ainsi aux utilisateurs de webOS 2.0 de pouvoir communiquer avec leurs contacts Facebook.

### Web
Cette application permet d'afficher des pages web et est basée sur le moteur WebKit. Depuis la version 2.0.0, le navigateur de webOS permet également l'affichage de contenu utilisant Flash grâce à Adobe Flash Player 10.1 bêta.

### Appareil photo
Comme son nom l'indique, elle permet de prendre des photos ou de filmer des séquences vidéo en qualité VGA.

### Photos
Ce logiciel permet de visualiser des photos ou images sous la forme d'un album et permet éventuellement de les envoyer par MMS ou de les partager, en ligne, sur Facebook. Avec la dernière version en date de HP webOS (2.0.0) cette application permet également de faire défiler ses photos en diaporama.

### Quickoffice
Depuis la version 2.0.0, le pack logiciel Quickoffice est intégré à webOS. Il permet de visionner des documents Word, Excel, Powerpoint. Une mise à jour gratuite permet d'éditer des documents sur le Touchpad,.

## Historique des versions

### Version 1
La version 1.0.2 est mise à la disposition du public le 5 juin 2009.
La version 1.0.3 est mise à la disposition du public le 19 juin 2009
La version 1.0.4 est mise à la disposition du public le 29 juin 2009.
La version 1.1.0 est mise à la disposition du public le 23 juillet 2009.
La version 1.2.0 est mise à la disposition du public le 28 septembre 2009.
La version 1.2.1 est mise à la disposition du public le 2 octobre 2009.
La version 1.3.5 est mise à la disposition du public le 28 décembre 2009.
La version 1.3.5.1 est mise à la disposition du public le 4 janvier 2010.
La version 1.4.0 est mise à la disposition du public le 26 février 2010.
La version 1.4.1 est mise à la disposition du public le 31 mars 2010.
La version 1.4.5 est mise à la disposition du public en France le 1er juillet 2010. Changements notables par rapport à la version antérieure : autonomie augmentée, possibilité pour les utilisateurs du Palm pixi et pixi plus de jouer à des jeux utilisant la 3D.

### Version 2
Palm webOS 2.0.0 devient officiellement HP webOS 2.0.0 lors de l'annonce du 19 octobre 2010. Cette nouvelle version du système d'exploitation ne fonctionnera dans un premier temps que sur le nouveau smartphone de Palm, le pré 2, présenté dans le même communiqué de presse. Les Palm pré, pré plus, pixi et pixi plus pourront bénéficier de cette mise à jour majeure avant la fin d'année 2010. De nombreux changements ont été apportés par rapport à la version antérieure :
- Stacks (piles en français) : Reprenant la métaphore du jeu de cartes, la fonction stacks permet de regrouper, sous la forme d'un éventail, automatiquement ou manuellement, plusieurs applications liées entre elles. Stacks facilite ainsi l'usage simultané de multiples programmes.
- Tapez maintenant : La recherche universelle présentée lors de la version 1.0 de webOS a été renommée tapez maintenant en français (just type en anglais). Il s'agit d'une fonction permettant à l'utilisateur d'un appareil sous webOS de trouver une application (localement ou sur l'app catalog de Palm), une page web (ou même des suggestions de pages web), un email ou un contact en tapant quelques lettres ou quelques mots sur le clavier de leur appareil.
- Quick actions : En complémentarité de tapez maintenant, HP et Palm ont développé quick actions une autre fonctionnalité qui permet par exemple de mettre à jour son statut sur facebook sans entrer au préalable dans l'application. L'utilisateur tape donc un texte et n'a plus qu'à choisir ensuite le service qui utilisera le texte: navigateur Web, application facebook, sms, email ou autre.
- Mode exhibition : Ce mode permet aux utilisateurs de Palm sous webOS d'accéder à des services supplémentaires (météo, cadre photo, flux RSS, etc.) quand leur téléphone est sur le Palm Touchstone (base magnétique de recharge par induction). Les développeurs d'applications sous webOS peuvent soit rajouter une compatibilité avec le mode exhibition à leurs applications, soit créer des applications uniquement destinées au touchstone.
- Flash player 10.1 beta : Mis à part les Palm pixi et pixi plus[33], tous les autres appareils fonctionnant sous HP webOS 2.0 pourront bénéficier du plugin Adobe flash player 10.1 beta dans le navigateur Web.
- Fonctions diverses : En plus des fonctions énumérées ci-dessus, webOS 2.0 intègre un nouveau correcteur orthographique, une compatibilité avec les réseaux privés virtuels ainsi que plus d'options de personnalisation.

La version 2.0.1 est publiée en Grande-Bretagne le 19 novembre 2010. Changements notables par rapport à la version antérieure : améliorations pour les fonctions du calendrier, de l'e-mail et de l'écran tactile
La version 2.1.0 est publiée au Canada chez l'opérateur Roger le 18 janvier 2011 pour les pre 2 et le 23 février 2011 chez l'opérateur O2 et Vodafone en Allemagne pour les pre plus (dans une version sans Adobe Flash Player) et en France (SFR) le 9 mars 2011. Changements notables par rapport à la version antérieure : 2.1.0 permet aux utilisateurs d'utiliser le mode exposition présentée lors de l'annonce de HP le 19 octobre 2010. Cette version permet également d'effectuer des appels en utilisant la numérotation vocale. Le plugin Windows live messenger a également été rajouté à synerging messaging. Le service sera toutefois limité en France aux utilisateurs de SFR.

### Version 3
La version 3.0 de webOS équipe les tablettes HP TouchPad depuis le 1er juillet 2011.

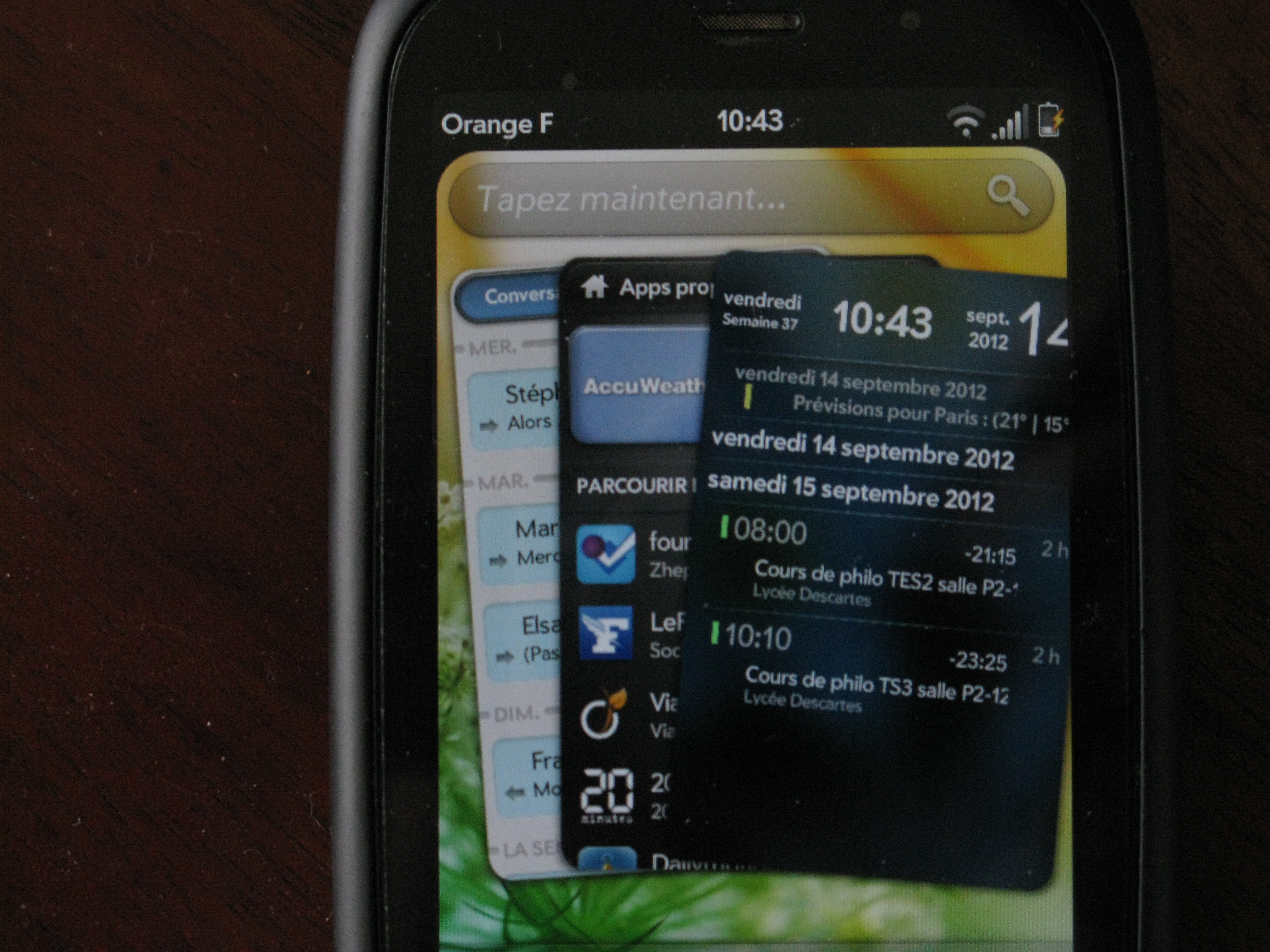
Image d'un écran de smartphone HP Pre3 sous Web OS 3.0. On y voit 3 cartes empilées : Calendrier, HP App et Courrier.

### Version 6
La version 6.0 est annoncée le 8 janvier 2021 lors du CES 2021.

### Version 22
La version 22 est annoncée le 4 janvier 2022 lors du CES 2022.

## Arrêt de la production des terminaux HP sous webOS
Le 18 août 2011, HP a annoncé l'arrêt complet des terminaux webOS afin de se concentrer sur ses solutions pour entreprise.

### Quel avenir pour webOS?
Selon toute vraisemblance et au regard des informations fournies par l'entreprise, HP abandonne la production et la vente de ses terminaux tactiles, dont le Touchpad. Dans la soirée du 22 août 2011, le HP TouchPad 16 Go était mis en vente en France à 99 €, au lieu de 399 € habituellement et le modèle 32 Go était proposé en France au prix de 129 € (voir le site de vente en ligne de la FNAC). En ce qui concerne l'avenir de webOS, rien n'indique son abandon, puisque l'entreprise HP parle de développer webOS pour d'autres usages éventuels. Dans une interview donnée le 19 août 2011 à Engadget, Stephen DeWitt (Head of HP webOS business global services), revient sur la situation et précise que l'arrêt de la fabrication par HP des terminaux webOS "ne signifie pas l'abandon de webOS". Le 30 août 2011, l'entreprise HP annonce qu'elle devrait continuer de proposer des mises à jour, afin d'optimiser et d'apporter de nouvelles fonctionnalités à webOS.
Certains développeurs ont pris la décision de porter la tablette HP Touchpad sous Android et Ubuntu.
Début décembre 2011, HP annonce son intention de libérer une partie du code source de webOS et en profite pour préciser que les contributions des développeurs externes sont les bienvenues.
Le 25 février 2013, LG rachète webOS à HP.
Par la suite, LG a utilisé webOS comme système d'exploitation de ses téléviseurs connectés.

## Publication de Open WebOS 1.0
Conformément à l'annonce faite en décembre 2011 par la société HP et suivant la feuille de route, webOS devient Open webOS 1.0 béta, dont la première version est publiée le 31 août 2012. Ce sont 450 000 lignes de codes en 54 composants qui sont ainsi proposés aux développeurs sous licence Apache 2.0, compilés avec la plate-forme Enyo, un frame work permettant de compiler du code sous JavaScript. Cette édition de Open WebOS offre des améliorations par rapport à la version WebOS 3.x précédente : émulateur de processeur ARM, redéfinition partielle des gestes à effectuer par l'interface tactile, ajout de nouveaux gestes, comportement amélioré des stacks (des piles de cartes), support d'architectures multiples.
Par ailleurs, Open WebOS 1.0 béta, est construit sur un noyau Linux de version 3. Ce qui, en l'état, interdirait de fait l'installation de Open WebOS sur les anciens matériels construits par HP (HP Touchpad et Palm Pre2 et 3). Cependant, puisque la feuille de route de Open WebOS consiste à pouvoir être embarqué sur la plupart des terminaux mobiles et que le code sous licence Apache peut être modifié, il n'est pas certain que cette limitation annoncée reste longtemps un obstacle.

## WebOS Community Edition et OpenWebOS
Dès septembre 2012, après la publication de Open WebOS 1.0, la firme Hewlett-Packard continue de communiquer sur les projets à venir. D'abord, concernant WebOS 3.0, Palm indique mettre à disposition pour la tablette HP Touchpad une version de WebOS Community Edition, dénommée WOCE. Ensuite :
- Le Projet GRAM : Palm/HP indique avoir créé une entité entièrement dévolue au développement d'applications conjointes sur la base de OpenWebOS et d'Enyo, dont le nom est Gram. La page d'accueil du site de GRAM reste cependant vierge au début novembre 2012.
- Les développeurs sont invités à installer OpenWebOS sur un système Linux, afin de participer au développement, ou bien sur une machine virtuelle, afin d'émuler WebOS sur un processeur de type ARM (présent dans les smartphones et autres tablettes). Voir la FAQ à ce sujet.
- De nombreuses expériences de développeurs ou de hackers mentionnent, au troisième trimestre 2012, diverses tentatives pour installer OpenWebOS sur des matériels existants, comme le Samsung Galaxy Nexus, le Nook Color, la tablette Samsung Slate. Ces diverses expériences sont reprises par le site WebOS France.

## LuneOS
Le 1er septembre 2014, l'équipe chargée du développement d'Open webOS a annoncé que le système s’appellerait LuneOS.